# Slavomír Bartoň
Slavomír Bartoň (ur. 12 stycznia 1926 w Lipůvce, zm. 16 stycznia 2004 w Brnie) – czeski hokeista i piłkarz grający na pozycji napastnika, reprezentant Czechosłowacji, trener hokejowy. W latach 1977–1979 selekcjoner reprezentacji Polski.

## Kariera klubowa
- Sokol Kuřim (1943–1944)
- Černá Hora (1944–1945)
- Žižka Brno (1945–1948)
- Zbrojovka Spartak Brno (1948–1950)
- ATK Praga (1950–1952)
- Zbrojovka Spartak Brno (1952–1953)
- Rudá Hvězda Brno (1953–1962)
- HC Zlin (1964–1965)

Slavomír Bartoň karierę rozpoczął w juniorach Sokol Kuřim, w którym w 1943 roku rozpoczął profesjonalną karierę, w którym grał do 1944 roku. Następnie w latach 1944–1945 reprezentował barwy Černy Hora, w latach 1945–1948 grał w III-ligowym zespole Žižce Brno, skąd przeniósł do Zbrojovki Spartak Brno, w barwach którego zadebiutował w ekstralidze czechosłowackiej. Po spadku klubu z ekstraligi czechosłowackiej w sezonie 1949/1950 Bartoň przeszedł do ówczesnego mistrza – ATK Praga, z którym w sezonie 1951/1952 zdobył wicemistrzostwo Czechosłowacji. Po sezonie odszedł do Zbrojovki Spartak Brno, w którym występował do 1953 roku. Następnie przeniósł się do Rudy Hvězda Brno, z którym odnosił największe sukcesy w karierze zawodniczej: siedmiokrotne mistrzostwo Czechosłowacji (1955, 1956, 1957, 1958, 1960, 1961, 1962) oraz Puchar Spenglera 1955.
W 1962 roku po raz pierwszy ogłosił zakończenie kariery zawodniczej, jednak w sezonie 1964/1965 wznowił karierę jako grający trener HC Zlin, po zakończeniu sezonu w wieku 39 lat definitywnie ogłosił zakończenie kariery zawodniczej. Łącznie w ekstralidze czechosłowackiej w ciągu 15 sezonów rozegrał 213 meczów, w których zdobył 226 punktów (184 gole, 42 asysty).

## Kariera reprezentacyjna
Slavomír Bartoň łącznie w latach 1948–1958 w reprezentacji Czechosłowacji rozegrał 63 mecze, w których zdobył 62 punkty (56 goli, 6 asyst). Z reprezentacją Czechosłowacji dwukrotnie zdobył brązowy medal mistrzostw świata (RFN 1955, Moskwa 1957) i był uczestnikiem mistrzostw świata Szwajcaria 1953 oraz Oslo 1958, a także dwukrotnie uczestniczył w igrzyskach olimpijskich: Oslo 1952 - 4. miejsce, Cortina d’Ampezzo 1956 - 5. miejsce).

## Statystyki kariery

### Klubowe
| Sezon                    | Drużyna                  | Liga                     |     | Mecze | Gole | Asysty | Pkt |
| ------------------------ | ------------------------ | ------------------------ | --- | ----- | ---- | ------ | --- |
| 1943-44                  | Sokol Kuřim              | PCM4                     | –   | –     | –    | –      |     |
| 1944-45                  | Černá Hora               | PCM3                     | –   | –     | –    | –      |     |
| 1945-46                  | Žižka Brno               | TCH3                     | 6   | 10    | 0    | 10     |     |
| 1946-47                  | Žižka Brno               | TCH3                     | 5   | 5     | 0    | 5      |     |
| 1947-48                  | Žižka Brno               | TCH3                     | 3   | 8     | 0    | 8      |     |
| 1948-49                  | Zbrojovka Spartak Brno   | TCH                      | 7   | 10    | 0    | 10     |     |
| 1949-50                  | Zbrojovka Spartak Brno   | TCH                      | 12  | 8     | 0    | 8      |     |
| 1950-51                  | ATK Praha                | TCH                      | 10  | 9     | 0    | 9      |     |
| 1951-52                  | ATK Praha                | TCH                      | 9   | 13    | 0    | 13     |     |
| 1952-53                  | Zbrojovka Spartak Brno   | TCH                      | 16  | 18    | 0    | 18     |     |
| 1953-54                  | Rudá Hvězda Brno         | TCH                      | 8   | 13    | 4    | 17     |     |
| 1954-55                  | Rudá Hvězda Brno         | TCH                      | 10  | 12    | 4    | 16     |     |
| 1955-56                  | Rudá Hvězda Brno         | TCH                      | 18  | 20    | 11   | 31     |     |
| 1956-57                  | Rudá Hvězda Brno         | TCH                      | 26  | 20    | 2    | 22     |     |
| 1957-58                  | Rudá Hvězda Brno         | TCH                      | 22  | 22    | 9    | 31     |     |
| 1958-59                  | Rudá Hvězda Brno         | TCH                      | 22  | 13    | 4    | 17     |     |
| 1959-60                  | Rudá Hvězda Brno         | TCH                      | 22  | 14    | 4    | 18     |     |
| 1960-61                  | Rudá Hvězda Brno         | TCH                      | 26  | 12    | 4    | 16     |     |
| 1961-62                  | Rudá Hvězda Brno         | TCH                      | 2   | 0     | 0    | 0      |     |
| 1964-65                  | HC Zlin                  | TCH                      | 3   | 0     | 0    | 0      |     |
| Razem w PCM4 (1 sezon)   | Razem w PCM4 (1 sezon)   | Razem w PCM4 (1 sezon)   | –   | –     | –    | –      |     |
| Razem w PCM3 (1 sezon)   | Razem w PCM3 (1 sezon)   | Razem w PCM3 (1 sezon)   | –   | –     | –    | –      |     |
| Razem w TCH3 (3 sezony)  | Razem w TCH3 (3 sezony)  | Razem w TCH3 (3 sezony)  | 14  | 23    | 0    | 23     |     |
| Razem w TCH (15 sezonów) | Razem w TCH (15 sezonów) | Razem w TCH (15 sezonów) | 213 | 184   | 42   | 226    |     |

### Reprezentacyjne
| Rok                | Drużyna            | Turniej            | Miejsce            |    | M  | G | A  | Pkt |
| ------------------ | ------------------ | ------------------ | ------------------ | -- | -- | - | -- | --- |
| 1949               | Czechosłowacja     | Int.               | -                  | 1  | 0  | 0 | 0  |     |
| 1952               | Czechosłowacja     | Int.               | -                  | 3  | 3  | 0 | 3  |     |
| 1952               | Czechosłowacja     | IO                 | 4                  | 9  | 8  | 1 | 9  |     |
| 1953               | Czechosłowacja     | Int.               | -                  | 6  | 5  | 0 | 5  |     |
| 1953               | Czechosłowacja     | MŚ                 | 4                  | 4  | 6  | 0 | 6  |     |
| 1955               | Czechosłowacja     | Int.               | -                  | 9  | 6  | 0 | 6  |     |
| 1955               | Czechosłowacja     | MŚ                 | 3                  | 8  | 11 | 1 | 12 |     |
| 1956               | Czechosłowacja     | Int.               | -                  | 1  | 3  | 0 | 3  |     |
| 1956               | Czechosłowacja     | IO                 | 5                  | 7  | 3  | 2 | 5  |     |
| 1957               | Czechosłowacja     | Int.               | -                  | 5  | 2  | 0 | 2  |     |
| 1957               | Czechosłowacja     | MŚ                 | 3                  | 7  | 8  | 2 | 10 |     |
| 1958               | Czechosłowacja     | MŚ                 | 4                  | 3  | 1  | 0 | 3  |     |
| Ogółem jako senior | Ogółem jako senior | Ogółem jako senior | Ogółem jako senior | 63 | 56 | 6 | 62 |     |

## Kariera piłkarska
Slavomír Bartoň był również piłkarzem. W ekstraklasie czechosłowackiej rozegrał 29 meczów, nie strzelając bramki (1949: 20 - Zbrojovka Spartak Brno, 1951: 9 - ATK Praha). W 1952 roku Bartoň postanowił poświęcić się wyłącznie w grze w hokeja na lodzie.

## Kariera trenerska
- Rudá Hvězda Brno (1954–1955) - grający trener
- Rudá Hvězda Brno (1960–1961) - grający asystent trenera
- SG Cortina (1962–1964)
- Włochy (1962–1964)
- HC Zlin (1964–1965) - grający trener
- TJ ZKL Brno (1966–1967)
- Motor Czeskie Budziejowice (1967–1969)
- SG Cortina (1969–1972)
- Ingstav Brno (1972–1973)
- Motor Czeskie Budziejowice (1973–1977)
- Polska (1977–1979)
- Ingstav Brno (1980–1981)
- HC Zdziar nad Sazawą (1981–1982)
- SHK Hodonín (1982–1984)
- HK Nitra (1984–1985)
- Włochy U-20 (1986–1987)

Slavomír Bartoň jeszcze w czasie kariery zawodniczej stawiał pierwsze kroki trenerskie. W sezonie 1954/1955 jako grający trener Rudy Hvězda Brno zdobył mistrzostwo Czechosłowacji oraz Puchar Spenglera 1955, a w sezonie 1960/1961 był grającym asystentem trenera Vladimíra Bouzka.
Następnie po zakończeniu kariery zawodniczej w 1962 roku wyjechał do Włoch, gdzie trenował klub SG Cortina i reprezentację Włoch. Z SG Cortina w sezonie 1963/1964 zdobył mistrzostwo Włoch, a z reprezentację Włoch prowadził na igrzyskach olimpijskich Innsbruck 1964, z którą zajął 15. miejsce. Po sezonie 1963/1964 wyjechał z Włoch i wrócił do Czechosłowacji jako grający trener HC Zlin w sezonie 1964/1965.
Po definitywnym zakończeniu kariery w 1965 roku, w latach 1966–1967 trenował TJ ZKL Brno, z którym w sezonie 1966/1967 zdobył Puchar Europy, a w latach 1967–1969 był trenerem Motor Czeskie Budziejowice. W latach 1969–1972 ponownie trenował włoskie SG Cortina, z którym trzykrotnie zdobył mistrzostwo Włoch (1970, 1971, 1972) oraz Coppa delle Alpi 1970. Potem wrócił do Czechosłowacji, gdzie był trenerem Ingstav Brno (1972–1973) i Motor Czeskie Budziejowice (1973–1977 - Zlatý klas 1977).
W 1977 roku Slavomír Bartoň został selekcjonerem reprezentacji Polski, która pod jego wodzą podczas mistrzostw świata  1978 Grupy B w Belgradzie wygrała rozgrywki zaplecza Grupy A i awansowała do tej Grupy A mistrzostw świata  1979 w Moskwie, gdzie reprezentacja Polski zajęła ostatnie 8. miejsce i spadła do Grupy B. Po tym turnieju Slavomír Bartoň podał się do dymisji.
Potem wrócił do Czechosłowacji, gdzie był trenował Ingstav Brno (1980–1981), HC Zdziar nad Sazawą (1981–1982), SHK Hodonín (1982–1984) i HK Nitra (1984–1985). W latach 1986–1987 był selekcjonerem młodzieżowej reprezentacji Włoch, po czym przeszedł na emeryturę.
Slavomír Bartoň zmarł dnia 16 stycznia 2004 w Brnie w wieku 78 lat.

## Sukcesy

### Zawodnicze
ATK Praga
- Brązowy medal mistrzostw Czechosłowacji: 1952

Rudá Hvězda Brno
- Mistrzostwo Czechosłowacji: 1955, 1956, 1957, 1958, 1960, 1961, 1962
- Puchar Spenglera: 1955

Reprezentacyjne
- Brązowy medal wicemistrzostwo świata: 1955, 1957

### Trenerskie
Rudá Hvězda Brno
- Mistrzostwo Czechosłowacji: 1955
- Puchar Europy: 1967
- Puchar Spenglera: 1955

SG Cortina
- Mistrzostwo Włoch: 1964, 1970, 1971, 1972
- Coppa delle Alpi w hokeju na lodzie: 1970

Motor České Budějovice
- Zlatý klas: 1977

Reprezentacja Polski
- Awans do Grupy A mistrzostw świata: 1978